# Sam Rosser
Samuel "Sam" Rosser (ur. 1 sierpnia 1987) –  nowozelandzki judoka.
Uczestnik mistrzostw świata w 2015. Startował w Pucharze Świata w 2010, 2012, 2013 i 2015. Piąty na igrzyskach wspólnoty narodów w 2014. Złoty medalista mistrzostw Oceanii w 2014 i srebrny w 2015. Mistrz kraju w 2012, 2013 i 2015 roku.